# 猫投下作戦
猫投下作戦（ねことうかさくせん、英語:Operation Cat Drop）とは、1950年代に世界保健機関(WHO)がボルネオ島で実施したと伝えられる環境保全活動。書籍やインターネットで話題として取り上げられるが、その実像は一般に伝えられるものとは違っている。一般に広まっている話の骨子は次のようなものである。
一説によると投下した猫は1万4千匹にのぼったという。以上の物語は、環境問題の複雑さを「風が吹くと桶屋が儲かる」的に解説するものとして話題に取り上げられている。この物語は、トム･ハリソンによる1965年のAnimals誌の記事、あるいは1969年11月13日のニューヨーク・タイムズの記事が源流になっていると伝えられている。
しかしながら、実際に行われた作戦に関する記録としては、英国空軍記録に「1960年3月13日に各種資材と同時に『籠に入れられた20匹以上の猫』が投下された」と書き残されているに過ぎない。
巷間の話とその記録との間には、
1. 猫の頭数が20匹強であること。
2. 猫は籠に入れられていたこと。
3. 猫の役割は、「作物を荒らすネズミと戦う」ためであって、感染症予防の目的ではなかったこと。

の違いがある。
2000年代後半でも、バリ島土産などとしてパラシュートを着けた猫「パラシュートネコ」をデザインした小物が市販されている。

## 関連文献
以下の文献が本記事の話の出所とされている。
- Conway, G.R. (1969, 1972) "Ecological Aspects of Pest Control in Malaysia" 467-488. in J.Farvar and J.Milton (eds) The Careless Technology: Ecological Aspects of Development  National History Press, New York, NY.
- Cheng FY (1963). “Deterioration of thatch roofs by moth larvae after house spraying in the course of a malaria eradication programme in North Borneo”. Bulletin of the World Health Organization 28:  136-137. PMID 14020537.
- Harrison, T. (1965). "Operation Cat-Drop" Animals 5:512-513.